# Sarah Monahan
Sarah Monahan (12 april 1977) is een voormalig Australisch actrice. Ze is het bekendst van haar rol als Jenny Kelly in de serie Hey Dad! en van haar rollen in Sons and Daughters en Home and Away.

## Carrière
Monahans vader werkte als kledingontwerper, waardoor ze al vroeg in aanraking kwam met de amusementswereld. Zo fungeerde ze als model voor de kinderkledinglijn van haar vader en niet veel later was ze te zien in meer dan honderd televisiereclames en op posters.
Op haar zesde deed Monahan auditie voor de rol van Jenny in de televisieserie Hey Dad!. De producenten waren eigenlijk op zoek naar een jongere actrice, maar omdat Monahan klein van stuk was en het script goed kon lezen, kreeg ze toch de rol. Na het filmen van de pilotaflevering van Hey Dad!, had ze korte tijd een rol in de Australische soapopera Sons and Daughters. Ze speelde er 24 afleveringen lang de rol van Cassie Hunt. Later dat jaar werd het filmen van Hey Dad! hervat. Uiteindelijk bleef ze zes jaar lang de rol van Jenny vertolken. In 1993, één jaar voor afloop van de serie, stapte ze op.
In 1995 maakte Monahan haar comeback in de soapserie Home and Away, waar ze de rol van Heather vertolkte. Daarnaast had ze samen met haar voormalige Hey Dad!-collega, Simone Buchanan, een rol in Pacific Drive, ofschoon zonder tekst.
Enige jaren later richtte Monahan het productiebedrijf ShrimpTank Productions op, dat actief is op sociale media en aan zoekmachineoptimalisatie doet. Verder filmde ze de serie Going Down, waarin ze op reis ging en als duikster onderwateropnames maakte.
Op 7 maart 2016 verscheen een boek van haar hand: Allegedly. Het boek werd gepubliceerd door New Holland Publishers.

## Seksueel misbruik
In maart 2010 zei Monahan tijdens een interview met het Australische vrouwentijdschrift Woman's Day en in het televisieprogramma A Current Affair dat ze slachtoffer was geworden van seksueel misbruik. Het misbruik zou op de set van Hey Dad! hebben plaatsgevonden door medeacteur Robert Hughes, die in de serie de rol haar vader speelde. Hughes ontkende de aantijgingen en schakelde advocaten in, omdat hij van mening was dat er sprake was van laster.
Tijdens een ander interview met A Current Affair in maart 2011 liet Monahan weten bang te zijn dat Hughes niet vervolgd zou worden. Ze wilde daarom zelf Hughes en televisiemedewerkers die ervan op de hoogte waren vervolgen. Na deze uitspraken vroeg Braveheart, een stichting die opkomt voor slachtoffers van seksueel misbruik, Monahan als ambassadrice.
Op 9 augustus 2012 werd Hughes in Londen gearresteerd. Op 28 september dat jaar werd zijn uitlevering aan Australië goedgekeurd. In april 2014 werd Hughes schuldig bevonden aan seksueel misbruik van meerdere jonge meisjes.

## Privéleven
Vlak voor de serie Hey Dad! op televisie verscheen, overleed Monahans vader. Daardoor werd zij de hoofdkostwinnares van het gezin.
Monahan is woonachtig in de Verenigde Staten met haar man Matt Morris, die ze in Brisbane ontmoette.
Van 2011 tot en met 2014 was Monahan officier van de medische brigade van de Texas State Guard, een tak van de Texas Military Forces. De tak focust zich op humanitaire missies. Monahan zet zich actief in voor de rechten van kindacteurs en slachtoffers van seksueel geweld, door bijvoorbeeld te strijden voor een register van seksuele misdadigers in Australië en door deel te nemen aan socialemediacampagnes als #LetHerSpeak en #JusticeShouldntHurt. Daarnaast heeft ze een goed doel in de VS opgezet, A Minor Consideration, dat kindacteurs ondersteunt. Ook heeft ze zich op diverse conferenties uitgesproken tegen seksueel misbruik.